# Helena Noguerra

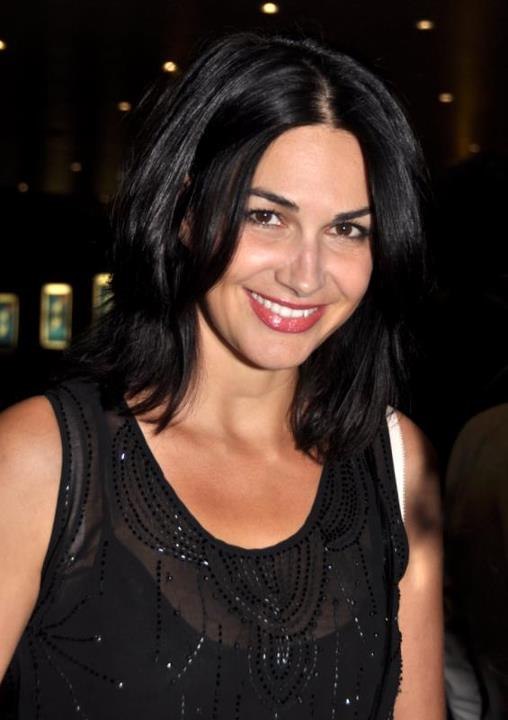
Noguerra beim Festival des amerikanischen Films in Deauville (2012)

Helena Noguerra (* 18. Mai 1969 in Brüssel) ist eine belgische Sängerin, Schauspielerin und Schriftstellerin. Sie ist Tochter eines Musikwissenschaftlers und Schwester der französisch-belgischen Sängerin Lio. Stilistisch ist ihre Musik eine Mischung aus Drum and Bass, Trip-Hop, Bossa-Nova-Rhythmen sowie dem Jazz-Chanson. Als Schauspielerin war in sie in mehr als 50 Film- und Fernsehproduktionen zu sehen.

## Diskografie

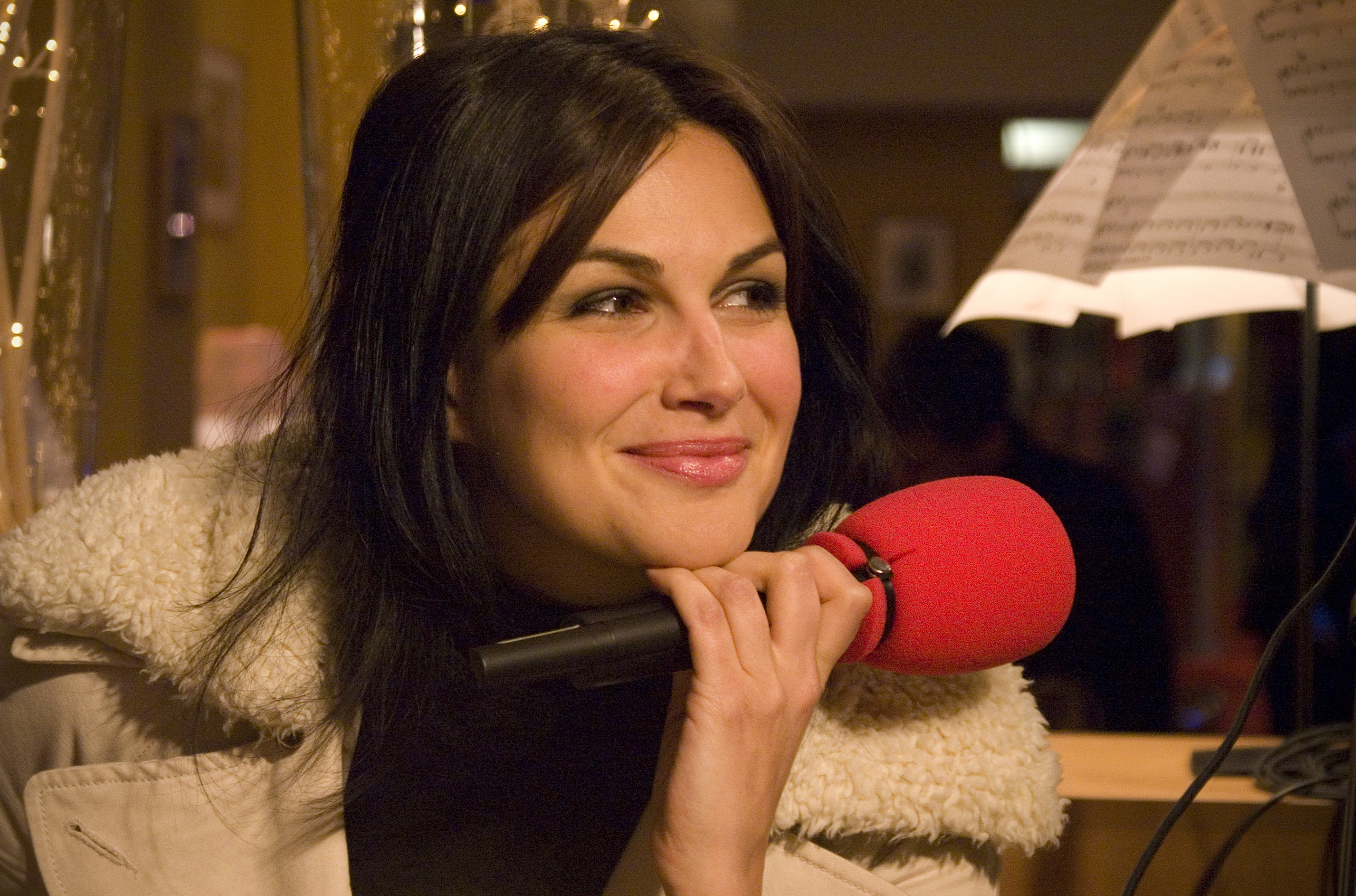
Helena Noguerra (2007)

### Alben
- 2001: Azul
- 2002: Projet Bikini
- 2004: Née Dans la Nature
- 2007: Fraise Vanille
- 2013: Année Zéro

## Filmografie (Auswahl)
- 2001: Le Defin Enfant
- 2002: Les filles, personne s’en méfie
- 2002: Ah! Si j’étais riche
- 2003: Je tourne avec Almodovar
- 2003: Sem Ela
- 2004: Peau de cochon
- 2005: Telma demain
- 2005: La Boîte Noire
- 2005: 2018 – der Ölcrash (2013, la fin du pétrole)
- 2006: In Paris (Dans Paris)
- 2010: Der Auftragslover (L’Arnacœur)
- 2010: Profiling Paris (Profilage, Fernsehserie, Folge 2x09)
- 2011: Auf Grund gelaufen (Valparaiso)
- 2011: Zum Glück bleibt es in der Familie (On ne choisit pas sa famille)
- 2012: La clinique de l’amour!
- 2012: Les vacances de Ducobu
- 2013: Turf
- 2013: Hôtel Normandy
- 2013: Choral des Todes (La marque des anges)
- 2013: Kinder, Küche, Chaos (La vie domestique)
- 2014: Fiston
- 2014: Alleluia – Ein mörderisches Paar (Alléluia)
- 2016: 3 Mariages et un coup de foudre (Fernsehfilm)
- 2017: Bienvenue à Nimbao (Fernsehfilm)
- 2018: Champagner & Macarons – Ein unvergessliches Gartenfest (Place publique)
- 2018: Mary Higgins Clark: Mysteriöse Verbrechen (Collection Mary Higgins Clark, la reine du suspense, Fernsehreihe, Folge 1x08)
- 2018–2019: Au-delà des apparences (Fernsehserie, 6 Folgen)
- 2019: Coup de Foudre à Saint-Petersbourg (Fernsehfilm)
- 2020: Zehn Tage ohne Mama (10 jours sans maman)
- 2020: La Flamme (Fernsehserie, Folge 1x08)
- 2021: Cassandre (Fernsehserie, Folge 6x01)
- 2021: La Petite Femelle (Fernsehfilm)
- 2021: Le chemin du bonheur
- 2021: La dernière partie
- 2021–2022: Le Remplaçant (Fernsehserie, 8 Folgen)
- 2022: Clem (Fernsehserie, 6 Folgen)
- 2022: Détox (Fernsehserie, 6 Folgen)
- 2022: L’homme de nos vies (Fernsehserie, 4 Folgen)
- 2023: Die Studentenvertretung (BDE)
- 2023: 10 jours encore sans maman
- 2024: Brigade anonyme (Fernsehserie)

## Werke
- L’Ennemi est à l’intérieur, 2002
- Et je me suis mise à table, 2007
- Fly me to the Moon – Titellied des Videospiels Bayonetta von Sega